# Hoophuizen
Hoophuizen is een voormalige buurtschap in de gemeente Nunspeet. Hoophuizen is gelegen aan het Veluwemeer en had vroeger een kleine vissershaven aan de Zuiderzee. Hoophuizen ligt in de Hierdense Poort ten oosten van de Killenbeek. Hoophuizen is na jarenlang een camping te zijn geweest de afgelopen jaren omgevormd tot een bungalowpark.
In oude documenten werd op 20 mei 1437 al melding gemaakt van de buurtschap: Arnolt Hertog van Gelre maakt geltgiftige horige erven en landerijen te Hoophuisen. Tijdens de Franse overheersing aan het begin van de 19e eeuw was op Hoophuizen een douanepost gevestigd in verband met de diverse smokkelroutes die ontstonden door het handelsverbod voor goederen naar Engeland.
In de 19e eeuw werd de buurtschap diverse keren door een Stormvloed overspoeld, en aan het eind van de 19e eeuw was van de buurtschap nog één boerderij over. In 1926 ontstond bij deze boerderij een van de eerste campings van Nederland. Op het huidige park staat de villa Marinahoeve uit 1918, destijds gebouwd door Willem van Vloten. Bij de bouw ervan maakte hij gebruik van Belgische vluchtelingen van Vluchtoord Nunspeet.